# Sternacanthus allstoni
Sternacanthus allstoni là một loài bọ cánh cứng trong họ Cerambycidae.